# 클리퍼드 휴 더글러스
클리퍼드 휴 더글러스(Major Clifford Hugh "C. H." Douglas)(1879년 1월 20일 – 1952년 9월 29일)는 영국의 공학자로서 사회 신용(Social Credit)을 제창한 경제 및 사회 제도 혁신 운동의 선구자이다.